# Werner Straub (Geistlicher)
Werner Straub (* 5. Mai 1901 in Saarbrücken; † 9. Februar 1945 in Oberwesel) war ein deutscher protestantischer Geistlicher der Bekennenden Kirche.

## Leben
Werner Straub wuchs als Sohn des Professors Otto Julius Straub in Saarbrücken auf. Er besuchte das Ludwigsgymnasium, das er 1920 mit dem Abitur beendete. Anschließend studierte er Theologie an der Friedrich-Wilhelms-Universität zu Berlin. 1924 verfasste er dort seine Dissertation zum Thema „lexikalische Fragen bei der Übersetzung des Neuen Testaments“. 1926 wurde er zunächst Hilfsprediger in Essen, ein Jahr später setzte er diese Tätigkeit in St. Arnual fort. 1927 wurde er ordiniert. Zunächst wurde er in Wadern eingesetzt, dann in Karlsbrunn am Warndt. Zu dieser Gemeinde gehörten auch Naßweiler, St. Nikolaus, Großrosseln, Emmersweiler und Lauterbach. Als Pfarrer in diesen Außenbezirken des Saargebiets und mit guten Beziehungen zu der überwiegend kommunistisch orientierten Nachbargemeinde Ludweiler sowie Amtsbrüdern im französischen Lothringen, geriet Straub in Konflikt mit der NSDAP, die 1933 bei den Gemeinderatswahlen in Warndt 38 % auf sich vereinigen konnte. Im beginnenden Abstimmungskampf stellte er sich gegen die Deutschen Christen und unterschrieb die beiden Erklärungen der Saarbrücker Synode mit, die sich gegen diese nationalsozialistische Abspaltung der evangelischen Kirche wandte.
Obwohl Straub selbst Mitglied der Deutschen Front war und er sich zur Rückgliederung bekannte, wurde seine Gemeinde von den Nationalsozialisten boykottiert und er selbst überwacht. Durch Drängen der Parteispitze wurde versucht, ihn aus dem Amt zu nehmen, doch Hubert Nold, der Superintendent der Evangelischen Kirche stellte sich schützend vor ihn. Straub wurde anschließend Unterstützer der Bekennenden Kirche und lehnte auch offen den Nationalsozialismus ab. Nach der Rückgliederung des Saargebiets boykottierte er nationalsozialistische Sammlungen, so das Winterhilfswerk und den Eintopfsonntag. Die Unterstützung durch die Saarbrücker Synode wurde schließlich eingestellt und Straub unter Druck gesetzt, seine Stelle in Karlsbrunn aufzugeben. Zudem wurde er von der Gestapo überwacht. Straub versuchte sich für eine Pfarrstelle in Saarbrücken-Burbach zu bewerben, wurde aber abgelehnt. Im April 1936 verließ er die Pfarrbruderschaft und im Dezember des gleichen Jahres wurde ihm ein Unterrichtsverbot auferlegt, da er als „Saboteur am Aufbauwerk des Führers“ galt. Doch Straub ließ sich nicht aus dem Amt drängen. Noch im Frühjahr 1937 protestierte er gegen die Einführung einer NS-Gemeinschaftsschule, indem er aus der Nationalsozialistischen Volkswohlfahrt austrat. Am Reichsgründungstag 1937 verzichtete er auf die Beflaggung und erhielt einen Strafbefehl. Des Weiteren publizierte er eine Untersuchung zur Bildersprache des Apostels Paulus 1937.
Am 13. Mai 1938 verhängte die Gestapo ein Aufenthaltsverbot für den Gau Saarpfalz. Straub wurde nach Vohwinkel versetzt, wo er weiter von der Gestapo überwacht wurde. Zu Schulden kommen ließ er sich die nächsten Jahre nichts mehr. Er konzentrierte seine Arbeit auf die Wissenschaft. 1939 wurde er nach Marxloh versetzt, wo er 1944 ausgebombt wurde. Er wurde dann nach Metzingen evakuiert und starb am 9. Februar 1945 auf der Bahnstrecke zwischen Bacharach und Oberwesel, als sein Zug bombardiert wurde. Seine Leiche wurde in Oberwesel beigesetzt.

## Schriften
- Lexikalische Untersuchungen zum Neuen Testament im Anschluß an die 3. Auflage von Dittenbergers Sylloge Inscriptionum Graecarum. Dissertation, Universität Berlin, 1924. (B3Kat)
- Die Bildersprache des Apostels Paulus. Mohr, Tübingen 1937. (DNB 36172795X)